# Горња Обрешка
Горња Обрешка је насељено место у општини Клоштар Иванић, Република Хрватска. До нове територијалне организације у Хрватској, налазило се у саставу бивше велике општине Иванић Град.

## Становништво
| Националност       | 1991.       |
| Хрвати             | 84 (97,67%) |
| Срби               | 1 (1,16%)   |
| Југословени        | 0           |
| остали и непознато | 1 (1,16%)   |
| Укупно             | 86          |